# Roger Godement
Roger Godement (* 1. Oktober 1921 in Le Havre; † 21. Juli 2016 in Paris) war ein französischer Mathematiker, der sich unter anderem mit harmonischer Analyse und Funktionalanalysis beschäftigte. In Frankreich ist er für seine Lehrbücher bekannt.

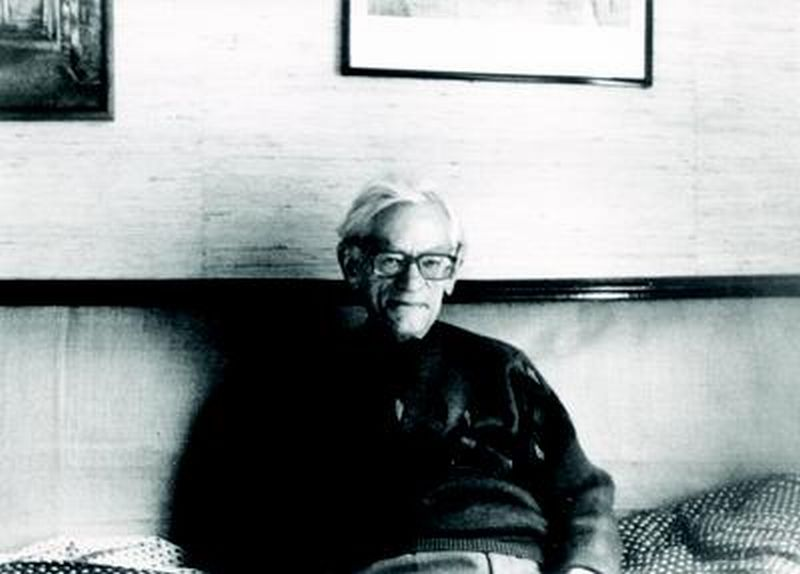
Roger Godement 1984

Godement studierte ab 1940 an der École normale supérieure bei Henri Cartan (Dissertation Les fonctions de type positif et la théorie des groupes). Er unterrichtete 1946 bis 1955 an der Universität Nancy und danach an der Faculté des Sciences in Paris, später der Universität Paris VII Denis Diderot bis 1990.
Er erzielte wichtige Resultate zur harmonischen Analyse auf lokalkompakten abelschen Gruppen. Seine Arbeiten über die abstrakte Theorie der Kugelfunktionen (harmonische Analysis auf der Sphäre) und sein Konzept der quadratintegrablen Darstellung beeinflussten unter anderem Harish-Chandra, der die weitere Entwicklung der Theorie unendlichdimensionaler Darstellungen von Lie-Gruppen maßgeblich formte. In der Theorie arithmetischer Gruppen vermutete er ein nach ihm benanntes Kompaktheitskriterium. Später arbeitete er mit seinem Doktoranden Hervé Jacquet über die Zetafunktion einfacher Algebren. 
Godement war seit Anfang der 1950er Jahre Mitglied der Bourbaki-Gruppe französischer Mathematiker und aktiv im Séminaire Bourbaki und im Seminar von Henri Cartan. Sein Buch Topologie Algébrique et Théorie des Faisceaux von 1958 wurde als frühes Lehrbuch der Garbentheorie einflussreich.
In seinem Analysis Lehrbuch hebt er im Vorwort explizit darauf ab, nicht für französische Eliteschüler etwa der École Polytechnique zu schreiben, die Mathematik nur als Mittel benutzen beim französischen Staat oder in Unternehmen Karriere zu machen. Im zweiten Band gibt es einen Anhang, in dem er ausführlich auf die Geschichte der Entwicklung des militärisch-industriellen Komplexes eingeht, insbesondere in den USA, aber auch zu Deutschland im Zweiten Weltkrieg, Frankreich (besonders in der französischen Ausgabe, in der der Anhang von der englischen Ausgabe stark abweicht), zu Biowaffen, der Geschichte des Computers im Zusammenhang mit dem Militär und der Geschichte der Nuklearwaffen und Star Wars Technologie der 1980er.
Zu seinen Doktoranden zählen Christophe Soulé (1979) und Hervé Jacquet.

## Schriften
- Analyse mathématique. 4 Bände, Springer-Verlag 1998–2001. Englische Ausgabe: Analysis 1–4, Springer
- Cours d´algèbre. Hermann 1963, 1966.
- Algebra. Hermann 1968.
- Topologie algébrique et théorie des faisceaux. Hermann 1958, 1960.
- mit Hervé: Zeta Function of Simple Algebras. Springer-Verlag 1972.